# Laval-Pradel
Laval-Pradel is een gemeente in het Franse departement Gard (regio Occitanie). De plaats maakt deel uit van het arrondissement Alès. Laval-Pradel telde op 1 januari 2022 1.088 inwoners.

## Geografie
De oppervlakte van Laval-Pradel bedroeg op 1 januari 2022 17,68 vierkante kilometer; de bevolkingsdichtheid was toen 61,5 inwoners per km².

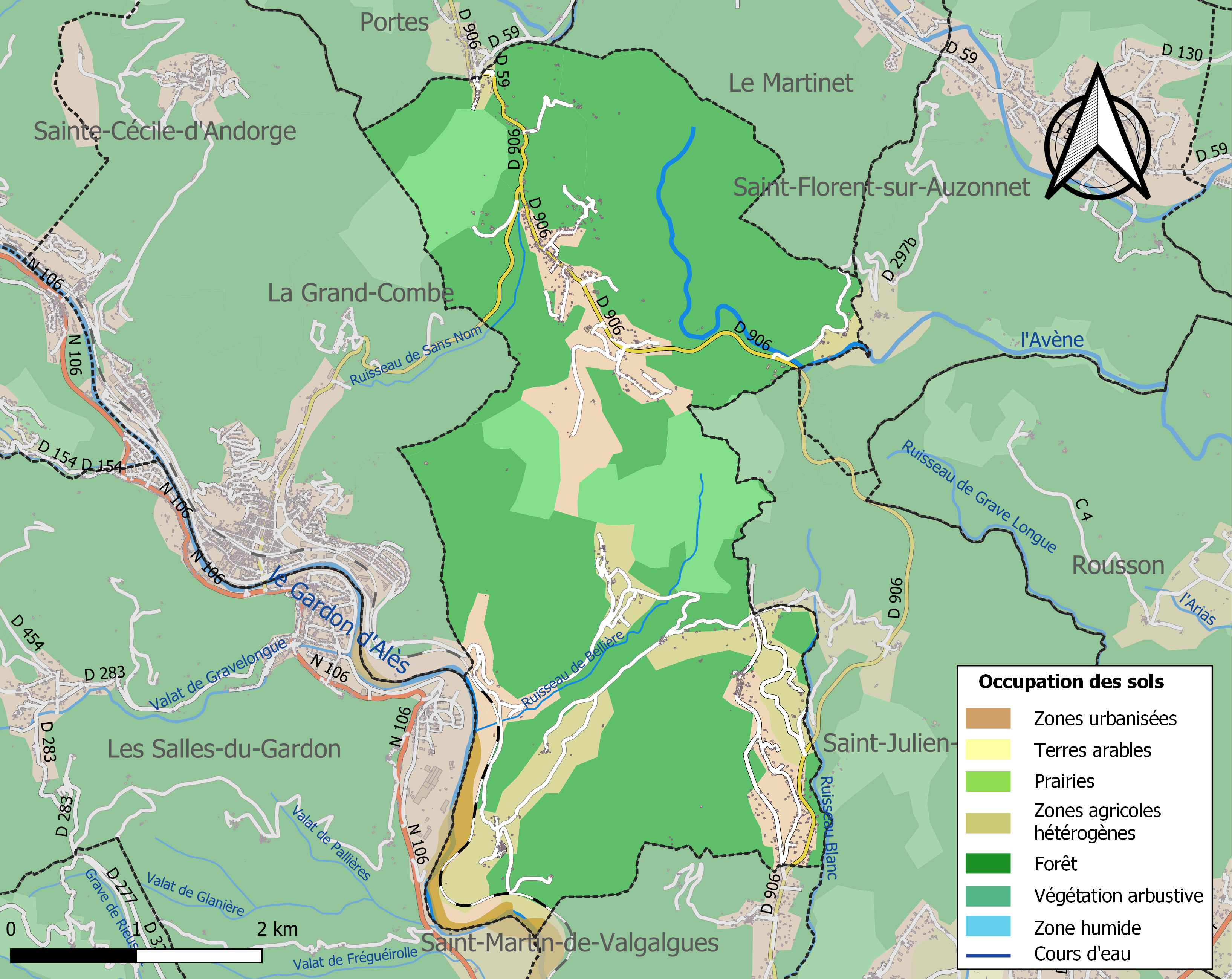
Kaart van de gemeente met belangrijkste infrastructuur, bodemgebruik en omliggende gemeenten

## Demografie
Onderstaande figuur toont het verloop van het inwonertal (bron: INSEE-tellingen).